# Borsosberény
Borsosberény là một thị trấn thuộc hạt Nógrád, Hungary. Thị trấn này có diện tích 20,26 km², dân số năm 2010 là 1025 người, mật độ 51 người/km².